# Neorromanticismo (arte)
El neorromanticismo fue un movimiento artístico desarrollado en Francia en los años 1920-1930 y posteriormente en Gran Bretaña entre 1930-1950. El primer grupo de artistas neorrománticos surgió en París de la mano de Christian Bérard y los emigrantes rusos Pavel Tchelitchew y los hermanos Eugène y Leonid Berman. Su obra se caracteriza por la elaboración de imágenes fantásticas, con paisajes desolados y figuras trágicas, con influencia del surrealismo y la pintura metafísica.
Con posterioridad surgió un nuevo grupo en Inglaterra de la mano de John Minton, que estudió en París con Tchelitchew, y artistas como Paul Nash, John Piper, Graham Sutherland, Keith Vaughan y Michael Ayrton. Los ingleses realizaron obras de igual carácter triste y melancólico, pero con temas y estilos propios, inspirados en el paisaje inglés, la arquitectura gótica, las leyendas artúricas y el prerrafaelismo. 